# Погольша, Лилия
Лилия Владимировна Погольша (Lilia Pogolșa) — молдавский политик, министр образования, культуры и исследований с 9 ноября 2020 по 6 августа 2021 года.
Родилась 1 апреля 1963 года.
Окончила 8 классов средней школы в Онешть Стрэшень (1978), Бендерский техникум экономики и планирования по специальности «бухгалтерский учет» (1981) и факультет истории и социальных наук педагогического института имени Иона Крянгэ в Кишиневе (1986).
С 1986 по 1988 год работала учителем истории в средней школе № 52 Кишинёва. С 1988 по 1993 год преподавала в Педагогическом институте «Ион Крянгэ».
С 1994 года училась в аспирантуре (докторантуре) в Санкт-Петербургском государственном университете. В 1998 году защитила кандидатскую диссертацию (в Молдавии её степень приравнена к докторской):
- Погольша, Лилия Владимировна. Молдова и Россия : Ретроспектива полит. отношений в конце XVII — нач. XVIII вв. : диссертация … кандидата исторических наук : 07.00.02. — Санкт-Петербург, 1998. — 164 с.

В 1998 году вернулась на должность старшего преподавателя в институте.
В 2002—2003 годах заместитель министра образования в первом правительстве Тарлева .
В 2003—2008 годах доцент кафедры этнологии и истории культуры Педагогического университета.
С 2008 по ноябрь 2020 года директор Института педагогических наук (с небольшим перерывом в мае-ноябре 2017 года, когда работала заместителем министра образования в правительстве Павла Филипа). В 2014 году присвоена степень доктора педагогики.
Министр образования, культуры и исследований с 9 ноября 2020 по 6 августа 2021 года.
Автор (соавтор) более 100 публикаций, в том числе 11 монографий.
Согласно данным RISE Молдова, владеет 50 % акций Evencom VL SRL.